# شيكوتيمي
شيكوتيمي مدينة كندية، وهي أكبر مدينة إدارية في ساغينيه في إقليم كيبك في كندا.
تأسست شيكوتيمي على يد الكنديين الأوروبيين كمدينة عام 1842م عند مقرن نهري نهر ساغينيه، ونهر شيكوتيمي. معنى كلمة «شيكوتيمي» هي نهاية المياة العميقة في لغة الأنو. في نهاية القرن العشرين، أصبحت شيكوتيمي هي المركز الإداري والتجاري الرئيسي لمنطقة لاك-ساينت-جان في ساغينيه. في عام 2002م، اندمجت شيكوتيمي مع المدينة الجديدة ساغينيه وأصبحت في قلب أكبر خامس مدينة في إقليم كيبك. كما أن المدينة هي موطن جامعة كيبك في شيكوتيمي.

## توأمة
لشيكوتيمي اتفاقيات توأمة مع:
- أنغوليم

## أعلام
- صموئيل جيرارد
- أندريه كارون
- فريديريك بلاكبيرن
- ريتشارد كومو
- لاري تريمبلي
- آلان كارون
- جورج فيزينا
- كريستيان غينست